# رهاب الإسلام في المملكة المتحدة

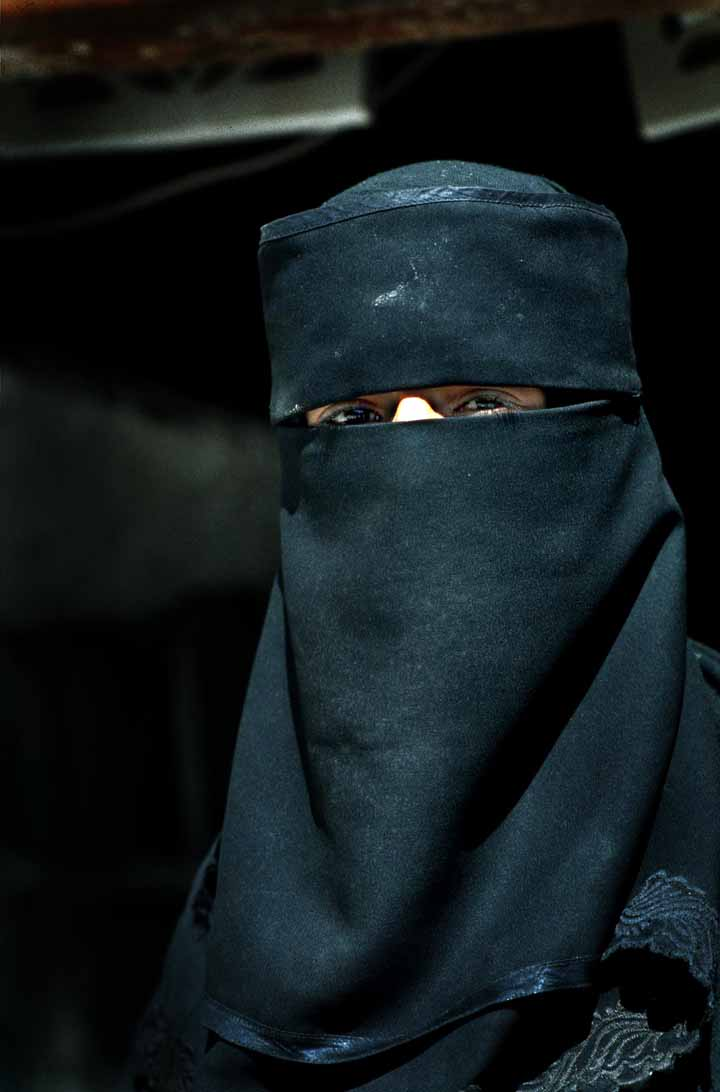
صورة نمطية شائعة يتم تعميمها على المرأة المسلمة في الغرب.

الإسلاموفوبيا في المملكة المتحدة أو رهاب الإسلام في المملكة المتحدة (بالإنجليزية: Islamophobia in United Kingdom)‏ تشير إلى مجموعة من الخطابات والسلوكيات وغيرها مما يعبر عن مشاعر القلق والخوف والعداء والرفض تجاه الإسلام أو المسلمين في المملكة المتحدة. الإسلاموفوبيا يمكن أن يكون من خلال التمييز في سوق العمل، التغطية السلبية في وسائل الإعلام، والعنف ضد المسلمين.
اعتبارا من عام 2017، ارتفعت إحصاءات هجمات الحرق ضد المساجد وحوادث الدهس ضد المسلمين، في الغالب في إنجلترا وإسكتلندا.

## تعريف رُهاب الإسلام في المملكة المتحدة
حتى الآن لايوجد تعريف قانوني لرُهاب الإسلام في المملكة المتحدة. ورُفض تعريف الإسلاموفوبيا الذي قدمته المجموعة البرلمانية المشتركة بين جميع الأحزاب في مايو 2019، من قبل كل من الشرطة والحكومة، بحجة أنه كان شاملاً للغاية بحيث لا يمكن تطبيقه وله عواقب محتملة على حرية التعبير. صرح البروفيسور بيتر هوبكنز من مركز دراسات الكراهية بجامعة ليستر في مقابلة مع المجموعة البرلمانية لكل الأحزاب المعنية بالمسلمين البريطانيين أنه من خلال عدم اعتماد تعريف ملموس للإسلاموفوبيا، فقد "يشجع بعض الناس على الاستمرار في إنكار أن الإسلاموفوبيا مشكلة في المجتمع."

## في التوظيف
العديد من الدراسات والاستطلاعات قد خلصت إلى أن المسلمين يتعرضون للتمييز في سوق العمل. وجد بحث في عام 2014 من قبل الدكتور نبيل الخطاب والبروفيسور رون جونستون باستخدام بيانات من مكتب الإحصاءات الوطنية للقوى العاملة أن «الرجال المسلمين أقل احتمالا بنسبة تصل إلى 76% أن يعينوا في أي عمل من أي نوع مقارنة بالمسيحيين البيض البريطانيين من نفس العمر ونفس المؤهلات.» في نيسان / أبريل 2016 وجد تقرير نبيل الخطاب وشيرين حسين أن الجيل الأول من النساء المسلمات من بنغلاديش أكثر احتمالا بست مرات أن يكن من العاطلات عن العمل عن النساء غير المسلمات، مع مراعاة العوامل مثل «مستوى التعليم، الوضع العائلي، العمر.» الجيل الأول من المسلمات الباكستانيات والمسلمات السود يواجهن مستوى أقل من التمييز ولكن لا يزالون أكثر احتمالا بأربع مرات أن يكن من العاطلات عن العمل عن النساء غير المسلمات مع مراعاة العوامل نفسها.
في أيلول / سبتمبر 2017، وجد تقرير للجنة اجتماعية إلى أن المسلمين يعانون في مكان العمل من انتشار الإسلاموفوبيا والعنصرية والتمييز. على الرغم من تفوقهم على نظرائهم غير المسلمين في التعليم، المسلمون تقريبا لديهم نصف فرصة غير المسلمين في الحصول على مناصب أعلى إداريا وتنظيميا ومهنيا. ما يقرب من 50% من الأسر المسلمة تعد فقيرة، مقارنة مع نسبة 20% عند الحديث عن إجمالي عدد السكان. سرد التقرير الحواجز التي تعيق نجاح المسلمين بما في ذلك الصور النمطية السلبية عن المسلمين، قلة الموظفين المسلمين أو القدوات في الفصول الدراسية، التنمر والتحرش. وكشف التقرير أن النساء اللائي يرتدين الحجاب على وجه الخصوص يعانين من التمييز بمجرد دخول أماكن العمل. ذكر أستاذ جاكلين ستيفنسون من جامعة شيفيلد هالام (الذي قاد فريق البحث) إن «المسلمين يجري استبعادهم، التمييز ضدهم، أو تفشيلهم في كل مراحل الانتقال من التعليم إلى العمل.»

## في التعليم
وقعت حوادث مختلفة هوجم فيها الطلاب بينما كانوا بالقرب من المدرسة أو في الحرم الجامعي. النساء والفتيات المرتديات للحجاب كن مستهدفات بشكل خاص.

## في المطارات
في آب / أغسطس 2016، اعتقلت عاملة مسلمة في الصحة النفسية (والتي تساعد على منع التطرف) اسمها فايزة شاهين، اعتقلت في مطار دونكاستر شيفيلد تحت الجدول 7 من قانون الإرهاب لعام 2000 بسبب قراءة سوريا تتحدث: الفن والثقافة من خط المواجهة على طائرة تابعة لخطوط طومسون الجوية. شاهين ادعت أنها كانت مستهدفة لأنها مسلمة. أعرب كل من زعيمة الحزب الأخضر ناتالي بينيت ومدير English PEN جو جلانفيل وكاتب تحرير سوريا تتحدث ظاهر عمرين، عن غضبهم من الحادث. في تموز / يوليه 2017، رفعت شاهين دعوى قضائية ضد خطوط طومسون الجوية وطلبت اعتذارا. قالت الشركة أن طاقمها مدرب على تقرير «أية مخاوف قد تكون لديهم كإجراء احترازي.»
في أيلول / سبتمبر 2017، محمد رباني، المدير الدولي لـ CAGE، اعتقل وأدين بموجب المادة 7 من قانون الإرهاب لعام 2000 "لعدم تسليمه كلمات سر لآيفون وجهاز كمبيوتر محمول، حيث قال أنها تتضمن معلومات حساسة من ضحايا تعذيب. وكان قد تم إيقافه من قبل الشرطة بعد التحليق إلى مطار هيثرو في تشرين الثاني / نوفمبر 2016 من قطر، حيث كان يحقق في قضية تعذيب يقال إنها مرتبطة بالولايات المتحدة رباني ومحاميه قالوا إنه لا ينبغي أن يفرض عليه تسليم كلمة المرور لأن ذلك من شأنه أن يكشف المعلومات الحساسة التي أعطيت له من قبل طرف ثالث. أثار اعتقاله وإدانته الغضب والاحتجاجات خارج مبنى المحكمة في وسط لندن حيث سمعت قضيته من قبل الناس الذين رأوا أنها حالة تمثل تجاوز من الحكومة فيما يتعلق بمكافحة الإرهاب ورأوه تنميطا للمسلمين. أصدر رباني بيانا في 26 أيلول / سبتمبر قائلا أنه سيتقدم بطعن.

## في السياسة
أثار البعض مخاوفا بشأن تعليقات تمت حول المرشح صادق خان خلال الانتخابات البلدية في لندن 2016، حيث حاولت التعليقات ربط خان بالمتطرفين الإسلاميين. استطلاعات الرأي العام في ذلك الوقت أظهرت أن 31% من سكان لندن «غير مرتاحين» مع احتمال وجود رئيس بلدية (عمدة) مسلم، إلا أن صادق خان فاز فوزا كبيرا. أيضا حملة Vote Leave المؤدية إلى حدوث تصويت لخروج بريطانيا من الاتحاد الأوروبي انتقدت لتصويرها في كثير من الأحيان المهاجرين المسلمين كخطر على مستقبل البلاد. أصدرت الحكومة Casey Review into Integration and Opportunity التي تهدف إلى دراسة أوضاع المهاجرين إلى المملكة المتحدة، والتي انتقدها البعض بسبب التركيز في المجتمع الإسلامي فضلا عن أخطاء عميقة في المنهجية. في عام 2014، أكثر من ثلث المسلمين في المملكة المتحدة قالوا أن السياسيين غالبا ما يقومون بعمل تعليقات متعصبة تجاه المسلمين.
في تشرين الأول / أكتوبر عام 2017، تعرض النائب المحافظ بوب بلاكمان للانتقاد لاستضافة حدث برلماني حضره اليميني القومي الهندوسي تابان غوش. المؤتمر حضره أيضا وزير الداخلية آمبر رود وسكرتير الدولة الأول داميان غرين والذي نآى بنفسه عن آراء غوش بعد أسبوع من ذلك. قبل الحدث، كان غوش قد أشاد باضطهاد المسلمين في ميانمار، وقال أن المسلمين «كلهم جهاديين،» وعلى المسلمين أن يضطروا إلى ترك دينهم إذا جاءوا إلى بلد غربي. بلاكمان رد على الانتقادات قائلا: لم أندم على مشاركة المنصة مع غوش، وغوش ليس معاديا للإسلام. أدان مجلس مسلمي بريطانيا البرلمان على الترحيب بـ «رجل يتاجر في نشر الكراهية ضد المسلمين في الهند.» في 26 أكتوبر كتب النائب العمالي شاه ناز إلى وزير الداخلية آمبر رود يسأل لماذا منح غوش تأشيرة المملكة المتحدة.
في عام 2018، أرسل المجلس الإسلامي في بريطانيا رسالة إلى حزب المحافظين طالبا تحقيقا عاجلا بعد عدد من الادعاءات بمعاداة الإسلام. أوقف المستشار المحافظ ستيفن أردلي بعد نشر تعليقات تحرض على كراهية الإسلام حول عمدة لندن صادق خان. أردلي كان قد قال أنه «لا يصدق» أن مسلم قد انتخب كرئيس بلدية لندن وذهب إلى وصف أولئك الذين صوتوا له بأنهم «عميان». وصفت الحاجة إلى تحقيق رسمي بخصوص الإسلاموفوبيا في حزب المحافظين من قبل سعيدة وارثي بأنها «طال انتظارها».

## في وسائل الإعلام
في الإعلام وخاصة صحيفتي ديلي ميل وديلي اكسبريس تعرضوا لانتقادات بسبب التعليقات غير اللائقة على المهاجرين، والهجرة والمسلمين بشكل عام. في كانون الأول / ديسمبر 2015 في استطلاع أجرته جامعة سيتي بلندن عن الصحفيين وجدت أن تمثيل المسلمين في الميدان الصحفي منخفض للغاية. 0.4 ٪ فقط من الصحفيين البريطانيين هم مسلمون أو هندوس، 31.6% يتبعون المسيحية، 61.1% «ليس لديهم دين».
استكشفت ورقة أكاديمية كتبها كاتي سيان ونشرت في مجلة ثقافة جنوب آسيا الشعبية في عام 2011 مسألة ظهور «روايات عن تحويل ديني قسري للإسلام» بين الشتات السيخي في المملكة المتحدة. سيان تقول أنه بدلا من الاعتماد على أدلة فعلية يعتمد الأشخاص في المقام الأول على كلام «صديق» أو على نوادر. وفقا لسيان فإن السرد يشبه اتهامات «الرقيق الأبيض» المرفوعة ضد اليهود والأجانب في المملكة المتحدة والولايات المتحدة، التي كانت معادية للسامية وتشبه الإسلاموفوبيا الحالية. توسع سيان في هذه الآراء عام  2013  في كتابه تحت قسم التحويلات القسرية، وتشكيلات ما بعد الاستعمار.
في 16 يونيو 2017، اعترف راديو بي بي سي 4 بصحة شكوى قدمت لفشلها في أن تعرض أو تتحدى بشكل صحيح «نظريات المؤامرة حول الإسلام والمسلمين» لفرانك غافني عندما ظهر كضيف في برنامج اليوم.
في مقال لصالح ذي إندبندنت، انتقد الكاتب سفيان إسماعيل التغطية الإعلامية لهجوم بيكتون الحمضي سنة 2017، مشيرا إلى أن معظم وسائل الإعلام فشلت في تغطية الحادث أو «في أفضل الأحوال جعلتها قصة هامشية». يرى إسماعيل أنه إذا كانت أدوار الضحية والجاني معكوسة، كانت القضية ستتصدر عناوين الأخبار. قارن إسماعيل بين تغطية الهجمات العنيفة الناتجة عن كراهية المسلمين وتلقيها القليل من التغطية وعلى الجانب الآخر أحداث أخرى تلقى تغطية أكبر مثل قتل جو كوكس أو مقتل لي ريغبي.
في آب / أغسطس عام 2017، نشرت صحيفة ذا صن عمودا كتبه تريفور كافانا وتساءل فيه عن الإجراءات الواجب على المجتمع البريطاني أن يتخذها من أجل التعامل مع «المشكلة الإسلامية». كافانا استشهد برأي سارة سامبيون قبل عدة أيام كمبرر أنه «الآن لم يعد مقبولا وصف المسلمين إلا بـ» مشكلة ثقافية"". قال سين أوجريدي من إندبندنت أن اللغة المستخدمة في العمود تشبه الدعاية النازية. قدمت شكوى مشتركة من قبل مجلس نواب اليهود البريطانيين، ومنظمتي Tell MAMA وFaith Matters. ذكر بيان المجموعات المشترك أن «كتابة عبارة 'المشكلة الإسلامية' – لا سيما مع تكبيرها والتركيز عليها – في صحيفة وطنية يشكل سابقة خطيرة، ويعود بالذاكرة إلى استخدام عبارة» المشكلة اليهودية«في القرن الماضي». وقعت مجموعة متعددة الأحزاب وتتكون من أكثر من 100 من النواب المحافظين والعمال والليبراليين الديمقراطيين والخضر، وقعت بعد ذلك على رسالة إلى رئيس محرري ذا صن مطالبينه باتخاذ إجراء مناسب مع العمود. وذكرت الرسالة أن النواب «حقا شعروا بالغضب من الكراهية والتعصب» في عمود كافانا.

## في نظام العدالة
برأ حكم المحكمة الأوروبية لحقوق الإنسان في آذار / مارس عام 2016 بشكل فعال مسؤولي الأمن من المسؤولية الجنائية عن قتل جان تشارلز دي منزيس في عام 2005. دي مينيزيس كان قد أطلق عليه الرصاص في محطة لندن ستوكويل من قبل رجال الأمن الذين اعتقدوا خطأ أنه انتحاري، بعد أسبوعين من عدة تفجيرات في العاصمة في 7 يوليو عام 2005. رأى النقاد أن الحكم أيد حق السلطات في قتل الأبرياء على أساس مجرد افتراض وتنمية التحيز على أساس العرق/الدين.
في أيلول / سبتمبر 2017، حذر ضباط شرطة طبيبة مسلمة، نائلة عمران، من توجيه التهم، وذلك بعد تعرضها للتحرش بسبب كونها مسلمة، وأنه بإمكانهم «إلقاء القبض عليها إذا نفى المتحرش التهمة.»
في دراسة سنة 2017 من قبل رونيميد تراست وجامعة غرينتش، وجدت الدراسة أن كون الشخص المسجون أسود أو مسلم يجعل فرص كون تجربة السجن سيئة بما لا يقل عن نسبة (40%) (ويشمل ذلك استخدام قيود ضدهم ووضعهم في انعزال) مقارنة مع السجناء البيض أو غير المسلمين (بنسبة 21%). وكانوا أيضا أكثر احتمالا أن يتلقوا العقاب، ويوضعوا في العزل أكثر. تقريبا ثلث الأسرى المسلمين (29%) لم يكن لديهم وظائف في السجن أو حتى حضور دورات التعليم، مقارنة مع 17% فقط من السجناء المسيحيين. ذكرت رونيميد إن التناقض في المعاملة يؤثر بصفة خاصة على إعادة التأهيل.

## الصور النمطية
في حزيران / يونيه 2004 قبل هجمات 7/7 في لندن، حذرت لجنة «البريطانيين المسلمين والإسلاموفوبيا» من أن زيادة الهجمات ضد الأفراد المسلمين والمساجد، تؤدي إلى مرارة قد تخلق «قنابل موقوتة».

## جرائم الكراهية
بعض المسلمين تعرضوا للعنف بسبب دينهم. في عام 2005، كلفت ذا جارديان ICM بعمل استطلاع، والذي أشار إلى زيادة في الحوادث المعادية للمسلمين، خاصة بعد تفجيرات لندن في يوليو 2005. دراسة استقصائية أخرى عن المسلمين، من قبل معهد المجتمع المفتوح، وجدت أن من بين الذين شملهم الاستطلاع، 32% منهم يرون أنهم قد عانوا من التمييز الديني في المطارات، و80% قالوا إنهم تعرضوا للإسلاموفوبيا.
في كانون الثاني / يناير عام 2010، أشار تقرير من جامعة إكستر إلى أن عدد جرائم الكراهية ضد المسلمين قد زادت، بدءا من «تهديدات بالقتل إلى اعتداءات ذات مستوى منخفض ولكن مستمرة، مثل البصق والشتائم»، ويعتقد أن السبب هو تأجيج وسائل الإعلام والسياسيين للكراهية ضد المسلمين. من بين الحوادث المعادية للمسلمين تم ذكر ما يلي:
- "نيل ليوينجتون، متطرف قومي عنيف أدين في يوليو / تموز 2009 بعمل مؤامرة لتفجير
- تيرينس غافان، متطرف قومي عنيف أدين في كانون الثاني / يناير 2010 بتصنيع القنابل المسمارية وغيرها من المتفجرات والأسلحة النارية
- هجوم عصابي وقع في تشرين الثاني / نوفمبر 2009 على طلبة مسلمين في جامعة سيتي
- جريمة قتل في أيلول / سبتمبر 2009 لرجل متقاعد مسلم، وهو إكرام سيد الحق
- اعتداء خطير في آب / أغسطس 2007 على الإمام في مسجد لندن المركزي; بالإضافة إلى هجوم تخريبي في حزيران / يونيه 2009 على المركز الإسلامي في غرينتش."[51][52]

من بين الحوادث المعادية للمسلمين المذكورة في التقرير أيضا:
- «ياسر، وهو شاب مغربي، اقترب من الموت بعد الهجوم عليه بينما كان في انتظار حافلة من Willesden إلى ريجنت بارك في لندن» وظل في غيبوبة لمدة ثلاثة أشهر
- "محمد Kohelee"، رجل عانى من حروق في جسده بينما كان يحاول منع هجوم تخريبي ضد مسجد غرينتش"
- أيضا جريمة قتل متقاعد اسمه "إكرام الحق" والذي "تعرض للضرب المبرح حتى الموت أمام حفيدته البالغة من العمر ثلاث سنوات" من قبل "عصابة عنصرية"، بالإضافة لتعرض البعض (بينهم ضباط شرطة) لإصابات خلال مسيرة لـ رابطة الدفاع الإنجليزية (EDL) في آذار / مارس في ستوك."[53]

في 26 آب / أغسطس 2007، أطلق بعض مشجعي نادي كرة القدم الإنجليزي نادي نيوكاسل يونايتد هتافات عنصرية ضد المسلمين ضد اللاعب المصري في فريق ميدلسبره وهو المهاجم ميدو. بدأ الاتحاد الإنجليزي تحقيقا في الواقعة وكشف ميدو عن غضبه من تحقيق الاتحاد الإنجليزي، وذكر أنهم لن يهتموا بأي تجاوزات أخرى في المستقبل. تم القبض على رجلين في نهاية المطاف ممن أطلقوا الهتافات وتم عرضهم أمام محكمة.
في تقرير سنة 2013 من البروفيسور نايجل كوبسي من جامعة تيسايد، توصل إلى أن ما بين 40% و60% من المساجد وغيرها من المراكز الإسلامية في المملكة المتحدة كلها عانت من التخريب أو الحرق.
في الأسبوع التالي لهجوم جسر لندن في يونيو 2017, جرائم الكراهية ضد المسلمين زادت خمسة أضعاف. وهي أكبر زيادة في جرائم الكراهية ضد المسلمين في البلاد منذ ردة فعل مماثلة في أعقاب مقتل لي ريغبي سنة 2013. الهجمات بالحمض ضد المسلمين مثل هجوم بيكتون 2017 قد ارتفعت كذلك. بعد أيام من هجوم جسر لندن تعمد رجل يدعى دارين أوزبورن صدم سيارة في مسلمين ودهسهم وهم يخرجون من مسجد في لندن فقتل أحدهم وسبب لـ10 أشخاص جروحا.
في آب / أغسطس عام 2017، بدأت شرطة West Yorkshire التحقيق في جريمة كراهية بعد أن نشرت رسائل تهديد بهجمات بالحمض على المسلمين في برادفورد. وقالت الشرطة أن التهديدات «على محمل الجد» وقامت بزيادة الدوريات في ميدان هانوفر، وهي منطقة كثيفة المجتمع الإسلامي، حيث تلقى اثنان على الأقل من السكان رسائل مماثلة في الأسبوع الماضي. يظهر في الرسالة صورة سيف وعلم القديس جرجس مع عبارة: «اقتلوا الحثالة المسلمين».
في تشرين الأول / أكتوبر عام 2017 وجد تحقيق رابطة الصحافة أن جرائم الكراهية التي تستهدف المساجد وغيرها من أماكن عبادة المسلمين في جميع أنحاء المملكة المتحدة زادت إلى أكثر من الضعف بين عامي 2016 و2017. أيضا أستاذ علم الجريمة في جامعة برمنغهام سيتي «عمران Awan» والمحاضر في علم الجريمة في جامعة نوتنجهام ايرين زيمبي قدما بحثا في مجلس العموم والذي أظهر أن بعض الرجال غير المسلمين عانوا من الاعتداء اللفظي والجسدي والنفسي فقط لأنهم يبدو مسلمين.
في نيسان / أبريل عام 2018، تم إرسال رسائل إلى الناس في شرق لندن في دعوة إلى عمل «يوم معاقبة المسلمين»، مع نظام نقاط لكل فعل من أفعال الكراهية تجاه المسلمين. قالت الشرطة أنه لا يوجد دليل موثوق على وجود هجوم مخطط له، وفي يونيو من نفس العام تم اعتقال رجل من لينكولن واتهم بارتكاب عشر جرائم جنائية مرتبطة مع حملة الرسائل المشجعة على الكراهية.

## في المنظمات

### رابطة الدفاع الإنجليزية

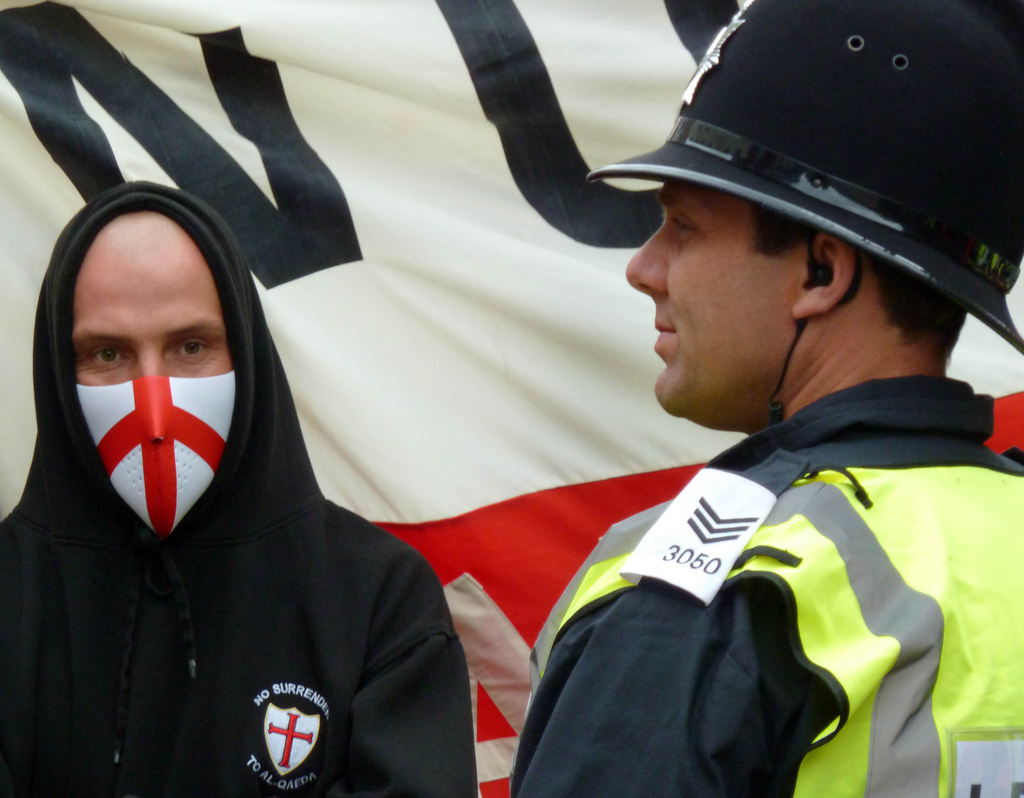
رابطة الدفاع الإنجليزية تنظم مظاهرات ضد الإسلاموية، ولكن ينتقدها الأغلبية بأنها تستهدف المسلمين بشكل عام.

أدى ظهور رابطة الدفاع الإنجليزية إلى مظاهرات في المدن الإنجليزية المحتوية على عدد كبير من السكان المسلمين. رابطة الدفاع الإنجليزية هي منظمة تابعة لليمين المتطرف، ومعادية للإسلام وتعتمد على احتجاجات الشوارع وتعارض ما تعتبره انتشار الإسلام، الشريعة و«التطرف الإسلامي» في المملكة المتحدة. وقد وصفت الرابطة بأنها معادية للإسلام. وكان للرابطة مواجهات مع المجموعات المختلفة، بما في ذلك أنصار «اتحدوا ضد الفاشية» (UAF) وأنونيموس.
غادر العضو المؤسس والناشط السياسي تومي روبنسون الرابطة بعد 4 سنوات ليتخذ نهجا أكثر سلمية وبسبب قلقه حول مخاطر التطرف اليميني.

### رابطة الدفاع الاسكتلندية
رابطة الدفاع الاسكتلندية أو SDL تشبه نظيرتها الإنجليزية جدا وترتبط بشكل وثيق معها. ينظر إلى الرابطة على أنها المجموعة الرئيسية المعادية للإسلام في اسكتلندا. نظمت SDL مظاهرات مماثلة لنظيرتها الإنجليزية في المدن الاسكتلندية. المجموعة تنشط أساسا في إدنبرة، فايف وغلاسكو.
تمت ملاحظة وجود القاتل روني كولتر حاضرا في تموز / يوليو 2016 في مظاهرة للرابطة في مدينة إدنبرة.
توماس كونينجتون والذي فجر مسجد إدنبرة المركزي وتلقى حكما بـ 4 سنوات في السجن في حزيران / يونيو عام 2017، يعتقد أن له علاقة مع أعضاء الرابطة.
في تموز / يوليه 2017، وجد أحد مؤيدي SDL مذنبا بسبب "الركل على الجسم ولكم متظاهر تابع لمكافحة الفاشية (والذي كان يوزع منشورات تشجع على مكافحة العنصرية) في مدينة إدنبرة. وزعم أنه أطلق على امرأة سوداء من جنوب أفريقيا "قرد". حصل على حكم بقضاء 12 شهرا في خدمة المجتمع. أيضا في عام 2017، زعم أنس سروار أنه تلقى تهديدات بالقتل من SDL.

### الحزب القومي البريطاني
في تشرين الأول / أكتوبر عام 2017، أطلق «الحزب القومي البريطاني» حملة ضد خطط مزعومة لبناء مسجد، وقالت السلطات المحلية أن تلك الخطط لم تكن موجودة من الأساس.